# Geografia Navassy

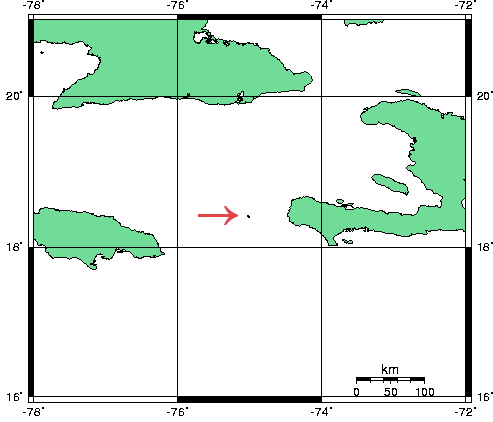
Położenie wyspy

Navassa − niewielkich rozmiarów wyspa, będąca terytorium nieinkorporowanym Stanów Zjednoczonych, do której pretensje rości sobie również Haiti. Wyspa leży na Morzu Karaibskim, w Kanale Jamajskim, między wyspą Haiti, a Jamajką. Navassa cechuje się nizinnym krajobrazem i tropikalnym klimatem.

## Powierzchnia i położenie
Powierzchnia – 5,2 km² 
Położenie –  18°24'10″N 75°00'45″W, 50 km na zachód od Haiti.

## Budowa geologiczna i rzeźba
Navassa leży w północnej części płyty karaibskiej i jest wyspą pochodzenia koralowego. Wyspa zbudowana jest z pochodzących z czwartorzędu wapieni rafowych. Obszar ten nie jest aktywny sejsmicznie, ani wulkanicznie. 
Obszar wyspy jest nizinny, a najwyższe wzniesienie –  Dunning Hill wznosi się na 77 m n.p.m. i znajduje się w południowo-wschodniej części wyspy. Krajobraz wyspy jest monotonny, ma postać płaskowyżu.
Wybrzeże jest klifowe, gdzie wapienne klify sięgają 15 m wysokości. Linia brzegowa jest bardzo słabo rozwinięta, nie występują praktycznie żadne zatoki, czy półwyspy.

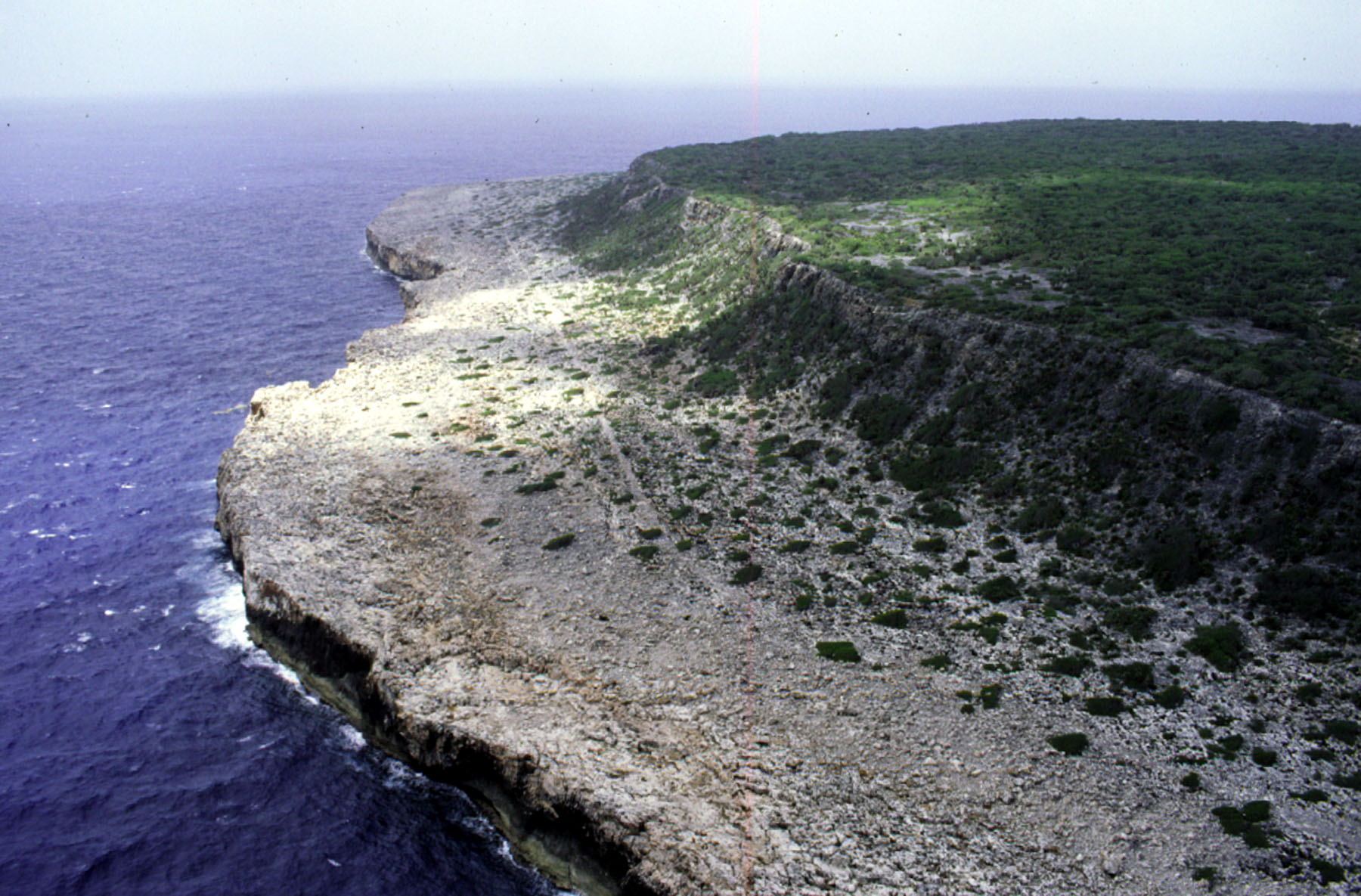
Navassa z widocznymi klifami i lasami w głębi lądu

## Klimat
Wyspa leży w strefie klimatu równikowego, który jest kształtowany przez północno-wschodnie pasaty. Temperatury są typowe dla obszarów równikowych. Średnia roczna wynosi 25 °C. Dobowe i roczne wahania są niewielkie. Opady są wysokie, średnia roczna suma opadów przekracza 1 000 mm. Wyspa nawiedzana jest przez cyklony tropikalne.

## Wody
Sieć rzeczna nie istnieje. Jest to spowodowane wielkością wyspy, równinnym krajobrazem i wapiennym podłożem. Wyspa cechuje się całkowitym brakiem wód powierzchniowych.

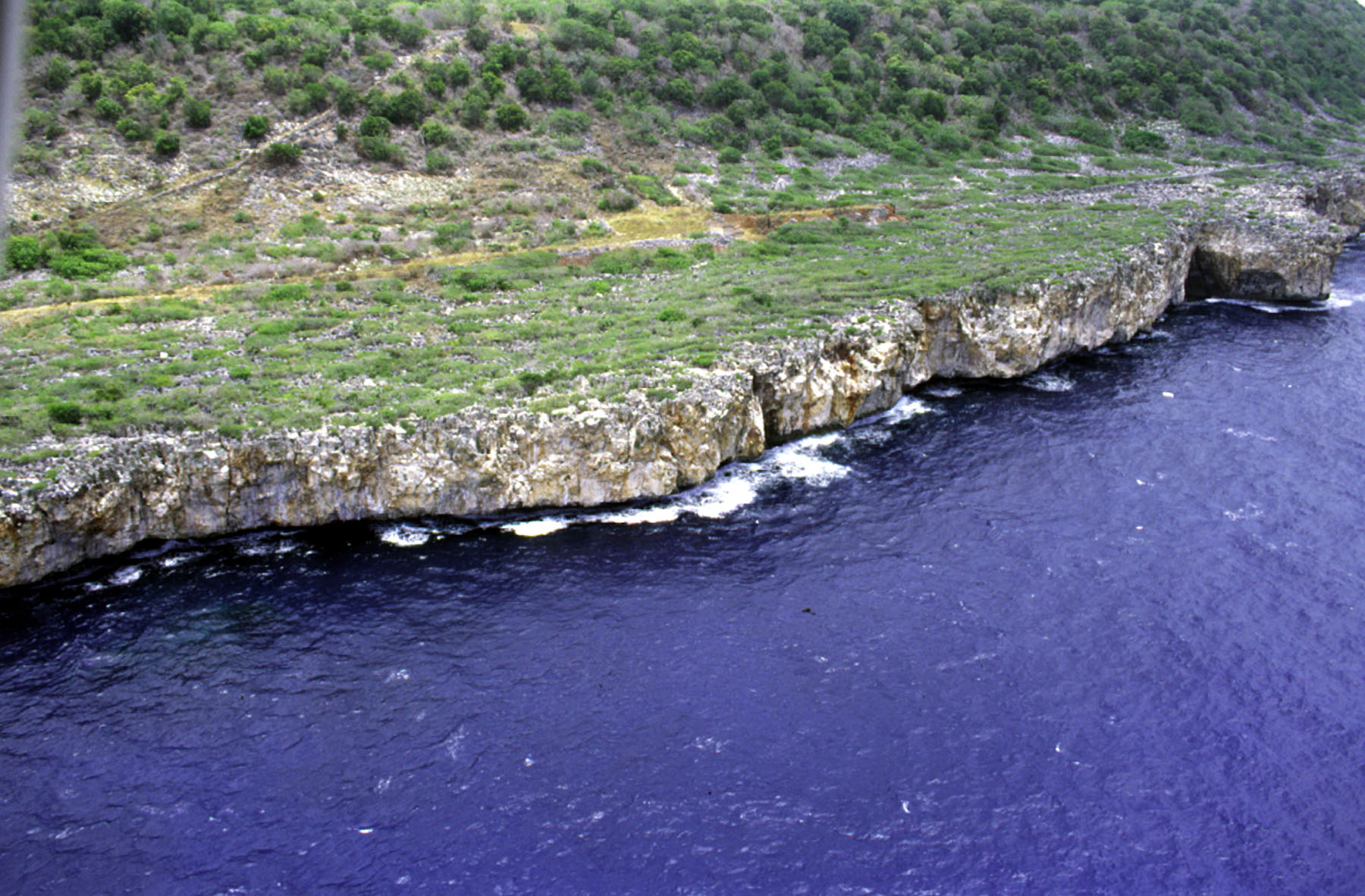
Wybrzeże Navassy

## Gleby
Navassa należy do karaibskiej krainy glebowej i jest pokryta glebami ferralitowymi.

## Flora i fauna
Roślinność ogólnie jest dosyć dobrze zachowana ze względu na to, że wyspa jest niezamieszkana. Ponadto nie prowadzi się na niej żadnej działalności rolniczej, ani przemysłowej, która mogłaby spowodować straty w ekosystemie. Wyspę porastają tropikalne lasy, które są ubogie gatunkowo oraz zarośla. W roku 2000 Haitańczycy spalili około 200 ha lasów, a tereny te wykorzystali pod uprawę arbuzów i kukurydzy.
Świat zwierząt należy do antylskiej krainy neotropikalnej i reprezentuje go głównie ptactwo morskie, oraz drobne zwierzęta lądowe, jak gryzonie i gady i wiele gatunków bezkręgowców. Na wyspie odnotowano wiele gatunków endemicznych. Wyspa jest miejscem prac zoologów, którzy odkryli m.in. 40 nowych gatunków pająków i wiele innych gatunków zwierząt.
Cały obszar wyspy stanowi ścisły rezerwat przyrody – Navassa Island National Wildlife Refuge.